# Sissel Rønbeck
Sissel Marie Rønbeck (* 24. Mai 1950 in Hammerfest) ist eine norwegische Politikerin der Arbeiderpartiet (Ap) und stellvertretende Direktorin im Institut für das kulturelle Erbe Norwegens (Riksantikvaren). 

## Politische Karriere
Sie war Leiterin der Jugendorganisation Arbeidernes Ungdomsfylking (AUF) von 1975 bis 1977. Bereits ab 1966 war Rønbeck Mitglied in ihrem Vorstand. Zwischen 1981 und 1993 saß sie für die Stadt Oslo im norwegischen Parlament, dem Storting. Bereits von 1977 bis 1979 gehörte sie dem Parlament an, jedoch als Vertretung für die an der Regierung beteiligte Gro Harlem Brundtland. Von 1985 bis 1986 war sie Vorsitzende des Ausschusses für Kirche und Unterricht. In der Zeit von 1985 bis 1989 saß sie zudem im Fraktionsvorstand der Ap.
1979 wurde sie zur Ministerin im Verbraucher- und Verwaltungsministerium ernannt. Dieses Amt führte sie bis 1981 aus. Zwischen 1986 und 1989 war sie Umweltministerin. Im Jahr 1996 wurde sie erneut zu Ministerin ernannt, dieses Mal wurde sie Verkehrsministerin. Den Posten behielt sie ein Jahr, bis Oktober 1997.
Zwischen 1994 und 2011 war sie Mitglied des norwegischen Nobelkomitees zur Ernennung der Träger des Friedensnobelpreises.